# Лобденгау
Лобденгау (на немски: Lobdengau) е през Средновековието гауграфство от 8 до 11 век в днешните Южен Хесен и Северен Баден-Вюртемберг в Германия.
Намира се от Хайделберг до Вайнхайм и от Рейн до Бергщрасе. На изток се намира Оденвалд, на юг граничи с долината на Горен Рейн. Граничи на запад с Оберрейнгау. През гауграфството Лобденгау текат реките Рейн и Некар.

## История
Името на Лобденгау идва от предишното име на Ладенбург, който през Средновековието има името Лобденбург. Това име идва от намиращото се предишно римско селище Лоподунум. Лобденгау е споменат за пръв път през 763 г. в документ на манастир Фулда.
Гауграфове в Лобденгау през 10 век са Конрадините. През 1011 г. Хайнрих II дава Лобденгау в Бамберг на епископ Букард фон Вормс. За последен път Лобденгау е споменат през 1065 г. в документ на Хайнрих IV.
Важен източник за историята на Лобденгау е Лоршкият кодекс.

## Графове в Лобденгау
- Конрад Курцболд († 948), граф в Лобденгау
- Конрад, негов племенник, 953/965 граф в Лобденгау
- Майнгауд, негов син, 987 – 1002 граф в Лобденгау